# Lycée Jean-Monnet (Yzeure)
Pour les articles homonymes, voir Lycée Jean-Monnet.
Le lycée Jean-Monnet d'Yzeure (Allier) est un établissement d'enseignement secondaire comprenant un lycée d'enseignement général et technologique, un lycée professionnel, une unité relevant du CFA Éducation nationale en Auvergne, ainsi que le GRETA Nord-Allier. 
La principale spécificité du lycée, appelé aussi lycée des métiers du Design et des Arts verriers, est d'accueillir l'École nationale du verre. Le lycée reçoit environ 1 300 élèves et étudiants et plusieurs centaines de stagiaires de formation continue.

## Historique et bâtiments

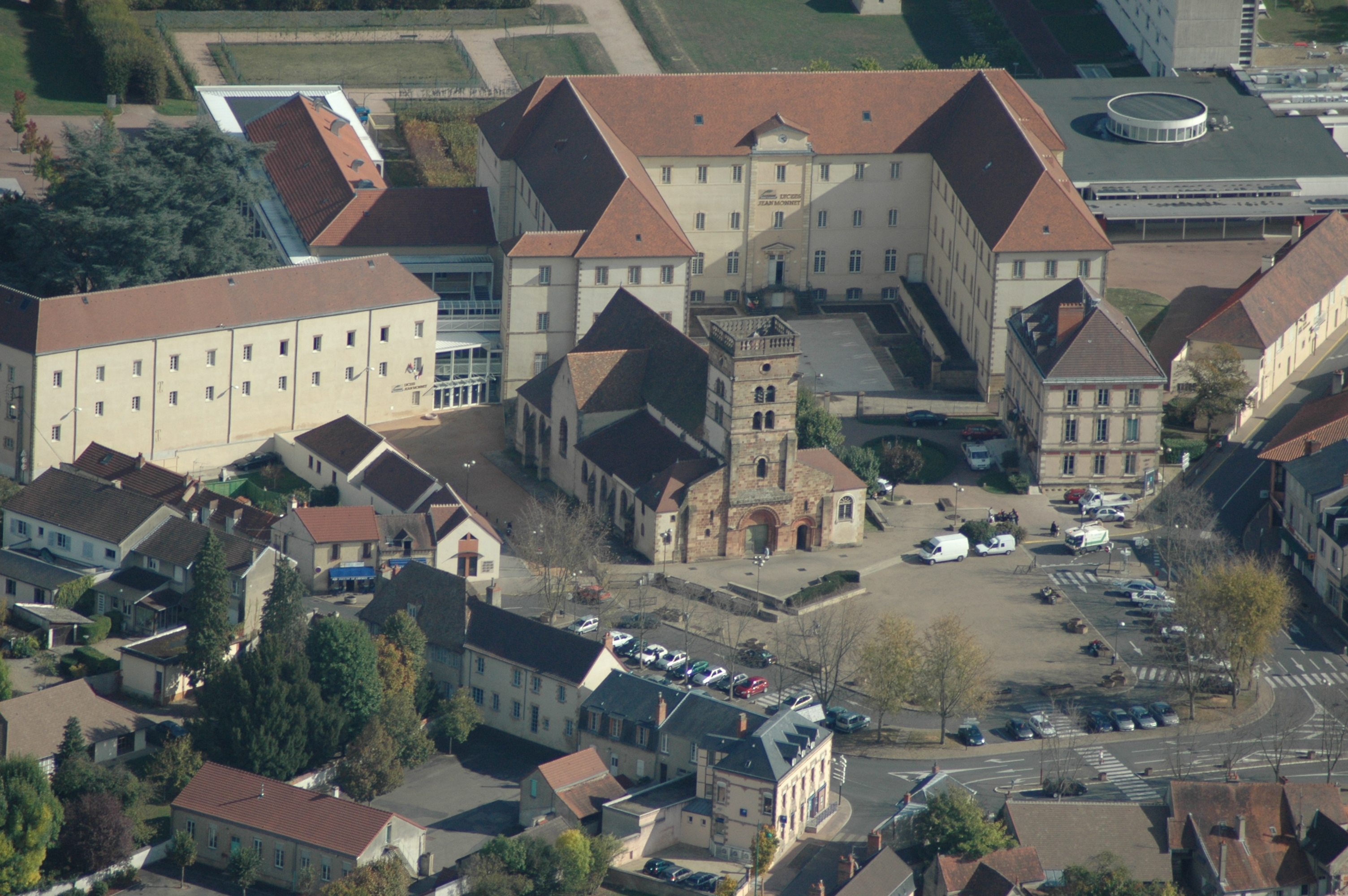
Le bâtiment ancien du lycée, à côté de l'église Saint-Pierre.

La partie la plus ancienne du lycée est située dans l'ancien prieuré jouxtant l'église Saint-Pierre. Les bâtiments datant du XVIIIe siècle abritent l'administration, ainsi que le pôle sciences et technologies de gestion et l'école hôtelière. La façade principale et la cour de ce bâtiment donnent sur la place centrale d'Yzeure (place Jules-Ferry).
Les autres pôles de formation sont installés dans des bâtiments modernes, disposés sur un site de douze hectares.

## Classement du lycée
En 2015, le lycée se classe 8e sur 11 au niveau départemental quant à la qualité d'enseignement, et 1600e au niveau national. Le classement s'établit sur trois critères : le taux de réussite au bac, la proportion d'élèves de première qui obtient le baccalauréat en ayant fait les deux dernières années de leur scolarité dans l'établissement, et la valeur ajoutée (calculée à partir de l'origine sociale des élèves, de leur âge et de leurs résultats au diplôme national du brevet).

## Formations
Le lycée prépare au bac S Sciences de l'ingénieur et au bac S Sciences de la vie et de la terre, au baccalauréat sciences et technologies du management et de la gestion, au Baccalauréat Sciences et technologies industrielles, ainsi qu'à plusieurs baccalauréats professionnels dont le BAC MELEC ( Métiers de l'électricité et de ses environnements connectés) avec l'option Euro anglais qui permet aux élèves qui le désirent de partir en formation en entreprise à l'étranger (Angleterre, Irlande, Pologne).En 2025 la section Melec devient "école des reseaux ENEDIS" https://www.enedis.fr/reussir-la-transition-energetique/ecoles-des-reseaux-pour-la-transition-energetique/rejoignez-une-formation-reseaux-electriques-un-tremplin-vers-lemploi#academie-de-clermont-ferrand
Il comporte également un pôle hôtellerie-restauration (école hôtelière), qui prépare au CAP Cuisine et au bac pro Hôtellerie-restauration, avec deux restaurants d'application. Ce Lycée prépare aussi au commerce et au secteur tertiaire avec sa filière de baccalauréat professionnel Secrétariat et comptabilité, que l'on appelle SEC et CTE. Les élèves de l'année 2010-2011 expérimentent ce nouveau bac.
Le lycée accueille des formations post-baccalauréat : BTS ; licences professionnelles, en partenariat avec l'université Blaise-Pascal (Clermont-Ferrand-II). Depuis septembre 2012, il offre, comme sept autres établissements en France, un diplôme supérieur des arts appliqués (bac + 4), spécialité design.

## École nationale du verre
L'École nationale du verre a été créée en 1963 avec l'appui de la Fédération française des cristalleries-verreries à la main. Elle forme dans le cadre de la formation initiale, de l'apprentissage ou de la formation continue aux métiers traditionnels du verre. Elle assure la préparation au CAP Arts et techniques du verre, au Brevet des métiers d'art, au Diplôme supérieur en art appliqué et design, et accueille des jeunes de toute la France. L'établissement dispose de deux fours.